# Clavicollis doderoi
Clavicollis doderoi is een keversoort uit de familie snoerhalskevers (Anthicidae). De wetenschappelijke naam van de soort is voor het eerst geldig gepubliceerd in 1902 door Pic.